# Sophie Pyrz
 (octobre 2024).
Pas d'image ? Cliquez ici

a Compétitions nationales et continentales officielles uniquement.

b Matchs officiels uniquement.
Sophie Pyrz est une joueuse internationale américaine de rugby à XV évoluant au poste de demi de mêlée.

## Biographie
Sophie Pyrz joue en 2024 pour le club des Life West Gladiatrix (en).
Elle a, à la fin de l'été 2024, deux sélections en équipe des États-Unis quand elle est retenue pour le WXV au Canada.